# Ficus machetana
Ficus machetana är en mullbärsväxtart som beskrevs av Armando Dugand. Ficus machetana ingår i släktet fikonsläktet, och familjen mullbärsväxter. Inga underarter finns listade i Catalogue of Life.